# Iglesia asiria del Oriente

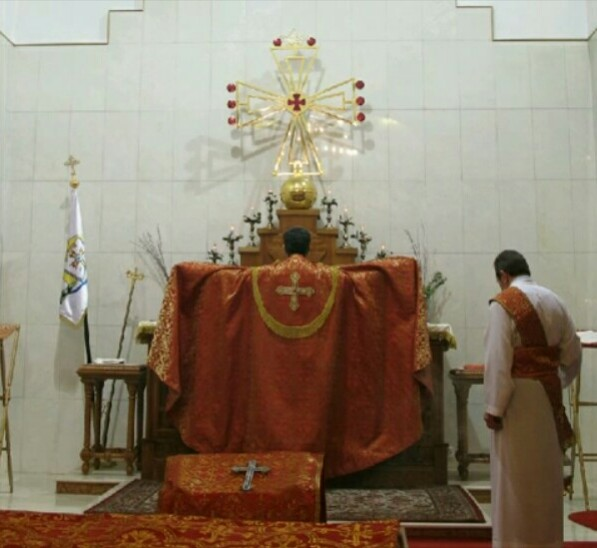
Celebración litúrgica asiria.

La santa Iglesia católica apostólica asiria del Oriente (en siríaco clásico: ܥܕܬܐ ܩܕܝܫܬܐ ܘܫܠܝܚܝܬܐ ܩܬܘܠܝܩܝ ܕܡܕܢܚܐ ܕܐܬܘܪ̈ܝܐ, romanizado: ʿĒḏtā Qaddīštā wa-Šlīḥāytā Qāṯōlīqī ḏ-Maḏnḥā ḏ-ʾĀṯūrāyē) es una Iglesia oriental que sigue la cristología y eclesiología tradicional de la Iglesia del Oriente, fundada, según la tradición, por Tomás el Apóstol.
En la India es más conocida como Iglesia siria caldea. En Occidente a menudo se la llama Iglesia nestoriana, debido a su asociación histórica con el nestorianismo, aunque la propia Iglesia considera el término peyorativo, argumenta que esta identificación es incorrecta y declara que ninguna otra Iglesia ha sufrido tantos martirios como la Iglesia asiria del Oriente.

## Historia

### Origen
De acuerdo con la tradición, esta Iglesia fue fundada en el siglo I por Tomás el Apóstol. Ya a mediados del siglo II se habían establecido comunidades cristianas en el Imperio parto, desde Mesopotamia hasta la India. Hacia el año 310, los obispos se organizaron bajo la dirección de un catolicós (katholikós) con sede en Ctesifonte (Irak), quien apoyó las conclusiones trinitarias del Concilio de Nicea y un siglo después adoptó también el título de patriarca.
Debido a su ubicación geográfica entre dos imperios, a su comunión con la Iglesia romana y a su falta de veneración al fuego y el sol, las autoridades sasánidas los encontraban sospechosos, y sufrieron un período de persecución del 341 al 379, durante el cual se cree que miles murieron como mártires.

### Separación de la Iglesia
En el siglo V la Iglesia del Oriente comenzó a independizarse. En su primer concilio oficial (410), aceptaron las definiciones de los concilios de Nicea y Constantinopla, y en otro concilio en 424, declararon que podían gobernar sus asuntos eclesiásticos sin la intervención de Occidente. Como muestra de su independencia, la Iglesia tomó la decisión pastoral de permitir que los clérigos (hasta los obispos) se casaran, citando 1 Timoteo 3:1-2 como justificación. Respecto a la Teología, la Iglesia se inclinó hacia las formulaciones de las ideas cristológicas de Diodoro de Tarso, Teodoro de Mopsuestia y Nestorio, cortando de este modo cualquier posible vinculación con las Iglesias del occidente y oriente romano. Al ser condenados los nestorianos por el Concilio de Éfeso (431) y posteriormente desterrados por el emperador bizantino Zenón (475), fortalecieron y multiplicaron las congregaciones en Persia, donde adquirieron influencia.

### Desarrollo

Iglesia del Oriente durante su máxima extensión en la Edad Media.

La Iglesia del Oriente era una minoría dentro del Imperio sasánida, mayoritariamente zoroástrico, pero sus comunidades prosperaron y desarrollaron gran actividad intelectual y espiritual centrada en la escuela de Nísibis. Durante este período, la Iglesia expandió su actividad misionera hasta Corasmia, la India (particularmente la costa de Malabar, actual Kerala), el Tíbet, China (el primer misionero en China es conocido generalmente como Alopen) y Mongolia. En China durante la dinastía Tʻang, es más conocida como Ching-chiao (景教, literalmente «la religión luminosa»). Tras la conquista árabe musulmana, en el siglo VII la sede del patriarcado fue establecida en Bagdad.
Desde el siglo VIII fue nombrado un metropolitano de la India, a quien se le asignó el décimo lugar dentro de la estructura jerárquica de la Iglesia del Oriente, pero debido a que los designados generalmente no hablaban la lengua local, se nombraba también a un sacerdote indio como archidiácono de toda la India.
En 1318, la Iglesia del Oriente contaba con 30 sedes metropolitanas y 200 sedes diocesanas, pero hacia fines del siglo XIV la mayoría de estos cristianos fueron masacrados durante la invasión de Tamerlán y ya para el siglo XVI quedaron reducidos a pequeñas comunidades asirias en la parte oriental de la actual Turquía y a las comunidades cristianas de la India.

### Escisiones
Una escisión se produjo en 1552, cuando una parte de la Iglesia del Oriente se separó al rechazar la decisión según la cual el sucesor del patriarca debía ser sobrino del anterior. El cisma de 1552 fue un evento importante en la historia de la Iglesia del Oriente. Dividió esta Iglesia en dos facciones, una de las cuales entró en comunión con el Papa y se convirtió en parte de la Iglesia católica (Iglesia católica caldea) y la otra permaneció independiente hasta el siglo XIX. Aunque la línea ortodoxa que surgió como resultado de este cisma, finalmente entró en comunión con el papa, la línea católica, cuya entrada en plena comunión con Roma causó este cisma, de hecho se volvió independiente de nuevo en el siglo XVII y es el origen de la actual Iglesia asiria del Oriente.
A mediados del siglo XVII la mayoría de los cristianos de la India estaban en un fuerte proceso de latinización, puesto en marcha por las autoridades portuguesas; pero una parte de ellos decidió no unirse a la Iglesia católica. Su líder trató de restablecer la comunión con la Iglesia del Oriente, sin lograrlo. En 1665, la Iglesia ortodoxa siríaca acordó enviar a un obispo para encabezar las comunidades indias, cuyos líderes y seguidores aceptaron la cristología siriana y siguieron el rito siríaco.

### Persecución en elsigloXX

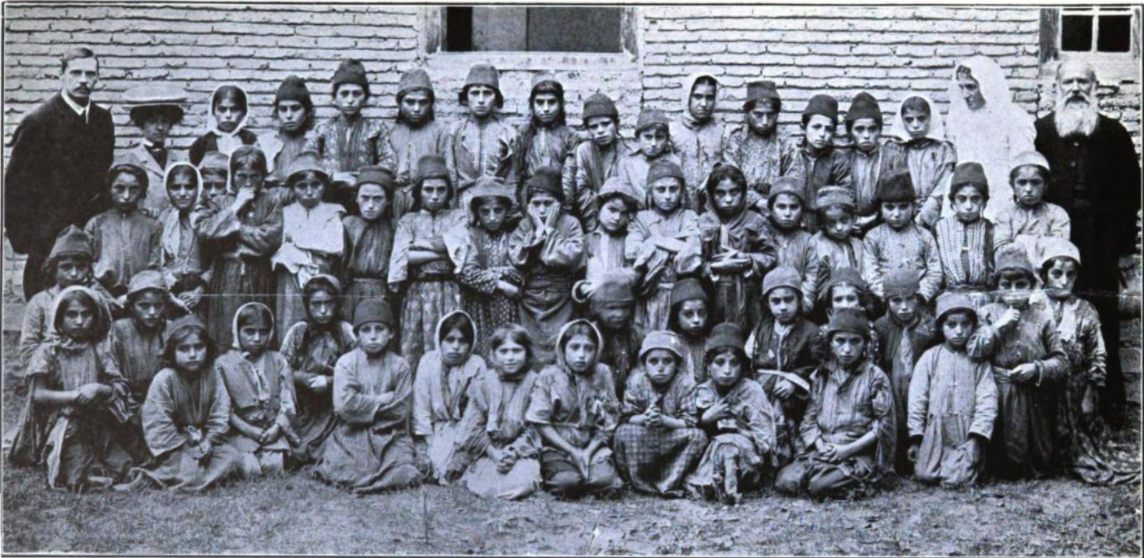
Niñas refugiadas de las montañas del Kurdistán.

Durante la I Guerra Mundial, los cristianos asirios sufrieron deportaciones y un genocidio a manos de los turcos otomanos, quienes los acusaban de apoyar al Imperio británico. Cerca de la tercera parte perecieron y la mayor parte de los sobrevivientes emigraron a Irak. Incluso, una pequeña fracción llegó a Argentina adoptando el catolicismo.
En 1933, el patriarca debió exiliarse en Estados Unidos y muchos cristianos asirios también marcharon al exilio presionados por fundamentalistas musulmanes. Solamente después de 1968 pudo estabilizarse por un tiempo la población cristiana iraquí.

### Conflicto interno
Una división se produjo en 1964 porque los exiliados quisieron adoptar el calendario gregoriano y reeditaron la tradición de elegir como patriarca a un sobrino del anterior. El metropolitano de la India apoyó a los disidentes. El obispo de Teherán (Irán) fue elegido patriarca en 1976 y adoptó el nombre de Dinkha IV Khanania, fijando su residencia en Morton Grove (Illinois, Estados Unidos). Es reconocido por once obispos en tanto que cinco reconocen como patriarca a mar Addai II de Bagdad, cuyos partidarios forman la Antigua Iglesia del Oriente. Dinkha IV Khanania ha promovido reuniones entre obispos de ambos bandos, logrando substanciales progresos hacia la resolución del cisma.

### Acercamiento a los católicos
El 11 de noviembre de 1994 Dinkha IV y Juan Pablo II firmaron una Declaración de Cristología Común y se comprometieron a una amplia cooperación pastoral entre las dos Iglesias. En 1997 se estableció una Comisión para la Unidad de las Iglesias asiria y católica caldea, y cada parte reconoció la sucesión apostólica y sacramentos de la otra. Ambas Iglesias preservan la cultura y el idioma arameo. Tras la ocupación de Irak en 2003, ha aumentado dramáticamente el número de cristianos iraquíes que se van del país debido a ataques, amenazas de fundamentalistas musulmanes. Dinkha IV visitó el Kurdistán iraquí en septiembre de 2006.

### Actualidad

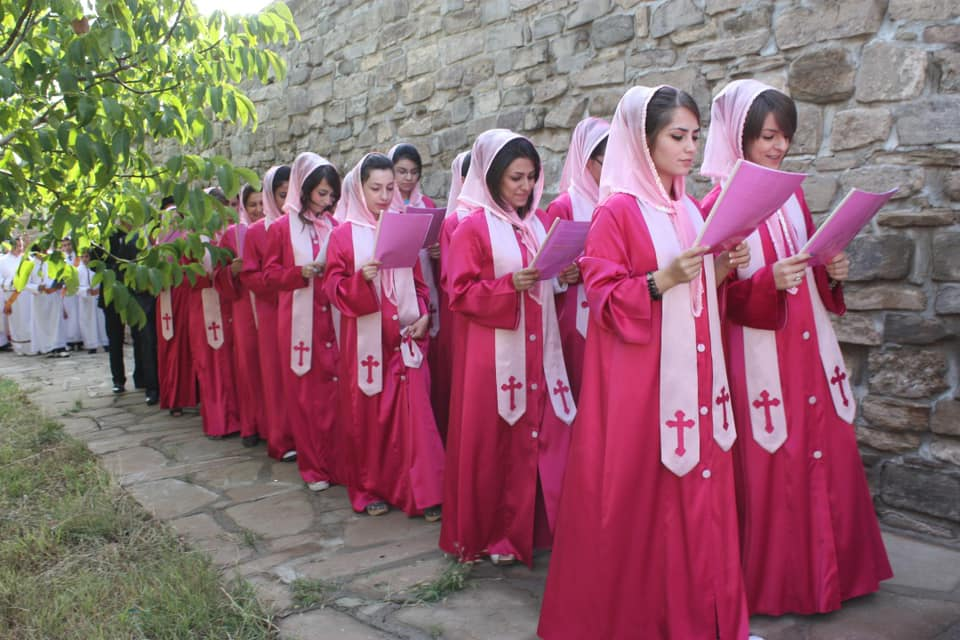
Mujeres asirias durante una procesión en Urmía, Irán.

Actualmente unas 500 000 personas pertenecen a la Iglesia asiria del Oriente, 30 000 de las cuales viven en Thrissur (Kerala) y otros lugares de la India, unas 100 000 en Irak (25 000 en la ciudad de Nohadra) y el resto en Líbano, Siria, Irán, Australia, Europa, Canadá y principalmente en Estados Unidos.

## Sede patriarcal
El asiento patriarcal fue movido varias veces a lo largo de la historia. Hasta 1804, los patriarcas de la línea principal de Eliya residían en el antiguo monasterio de Rabban Hormizd, mientras que los patriarcas de la línea menor de Simón residían en la iglesia catedral de Mar Shallita, en el pueblo de Qodshanes en el Imperio otomano, y continuó haciéndolo hasta la Primera Guerra Mundial. Después del comienzo del conflicto en 1915, los patriarcas residieron temporalmente entre Urmía y Salmas, y desde noviembre de 1918 los patriarcas residieron en Mosul. Después de la masacre de Simele de 1933, el entonces patriarca Shimun XXIII Eshai fue exiliado a Chipre debido a su agitación por la independencia. En 1940 fue recibido en los Estados Unidos donde estableció su residencia en Chicago, y administró los Estados Unidos y Canadá como su provincia patriarcal. El patriarcado fue trasladado a Modesto en California en 1954, y finalmente a San Francisco en 1958 debido a problemas de salud. Después del asesinato del patriarca y la elección de Dinkha IV en 1976, el patriarcado se ubicó temporalmente en Teherán, donde vivía el nuevo patriarca en ese momento. Después de la Guerra Irán-Irak y la Revolución iraní, el patriarcado volvió nuevamente a Chicago, donde permaneció hasta 2015, cuando se restableció en Medio Oriente en Ankawa en Irak después de la anunciación de Gewargis III.

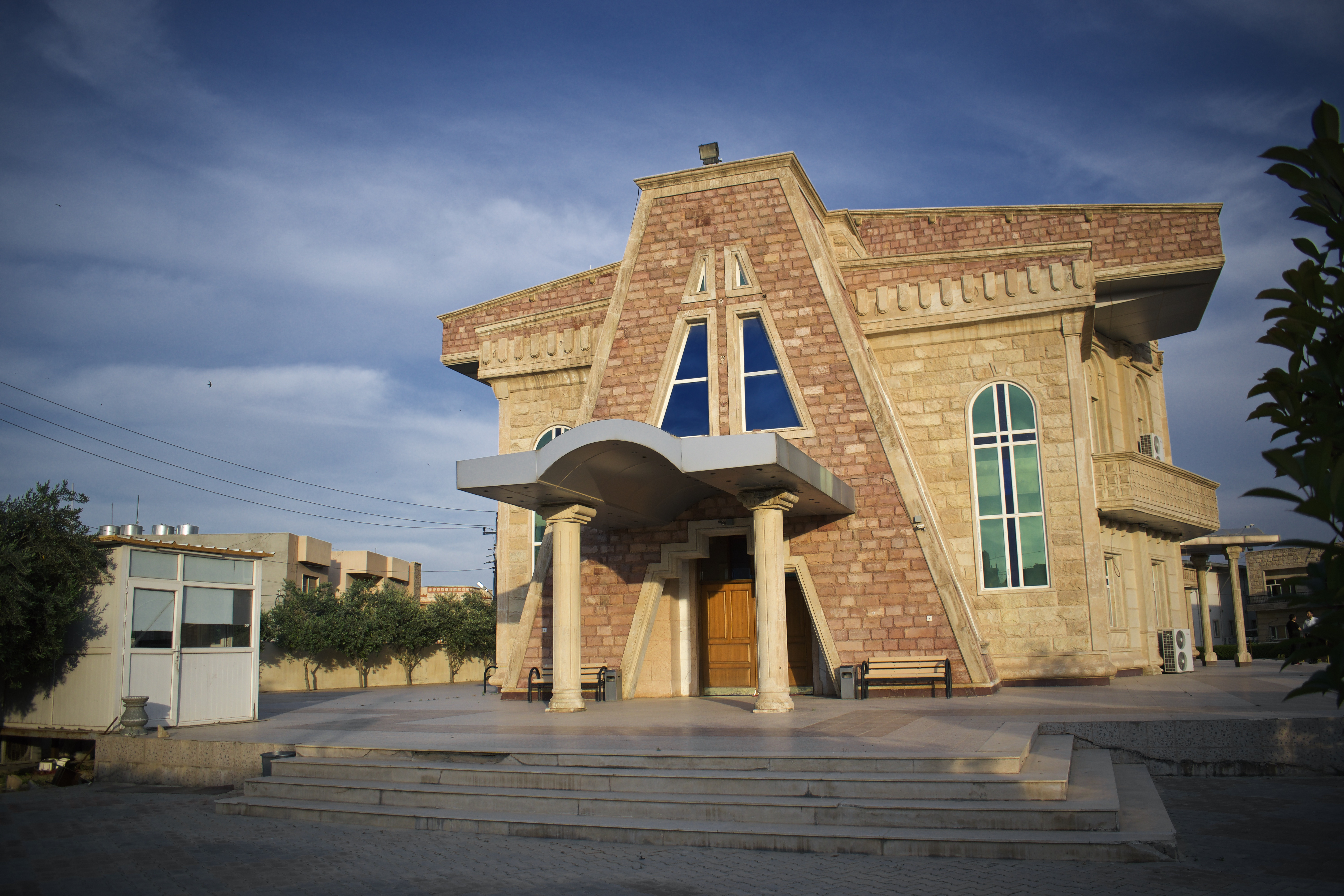
Catedral de San Juan Bautista, en Ankawa.

## Circunscripciones eclesiásticas
De acuerdo con las resoluciones del Santo Sínodo de 14 y 15 de septiembre de 2021, la Iglesia asiria del Oriente tiene la siguiente estructura diocesana:
- Diócesis patriarcal de Erbil: es la nueva sede del catolicós-patriarca de la Iglesia asiria del Oriente de la sede apostólica de Seleucia-Ctesifonte. La catedral patriarcal es la iglesia de San Juan Bautista (St Youkhana Mamdnana) en Ankawa, una pequeña ciudad perteneciente a la Gobernación de Erbil, en la Región del Kurdistán en Irak. La sede tiene un obispo como vicario patriarcal.
- Arquidiócesis de India, conocida como la Iglesia siria caldea: es la provincia más grande de la Iglesia asiria y tiene a su frente un metropolitano asistido por obispos auxiliares. La catedral de Marth Mariam está en Thrissur, Kerala (India), en cuya área metropolitana hay otras 18 parroquias y una misión. Otras 11 parroquias están en las ciudades indias de: Ernakulam, Kochi, Kozhikode, Palakkad, Trivandrum, Kottayam (las 6 en Kerala), Chennai, Coimbatore (las 2 en Tamil Nadu), Bangalore (en Karnataka), Delhi, Bombay (en Maharashtra) y misiones en Goa, Hyderabad (en Telangana) y Mundur (en Kerala). Existen además una parroquia en Dubái (en Emiratos Árabes Unidos) y misiones en Mascate (en Omán) y en Kuwait. Teóricamente se extiende también a los demás estados del golfo pérsico.[4]

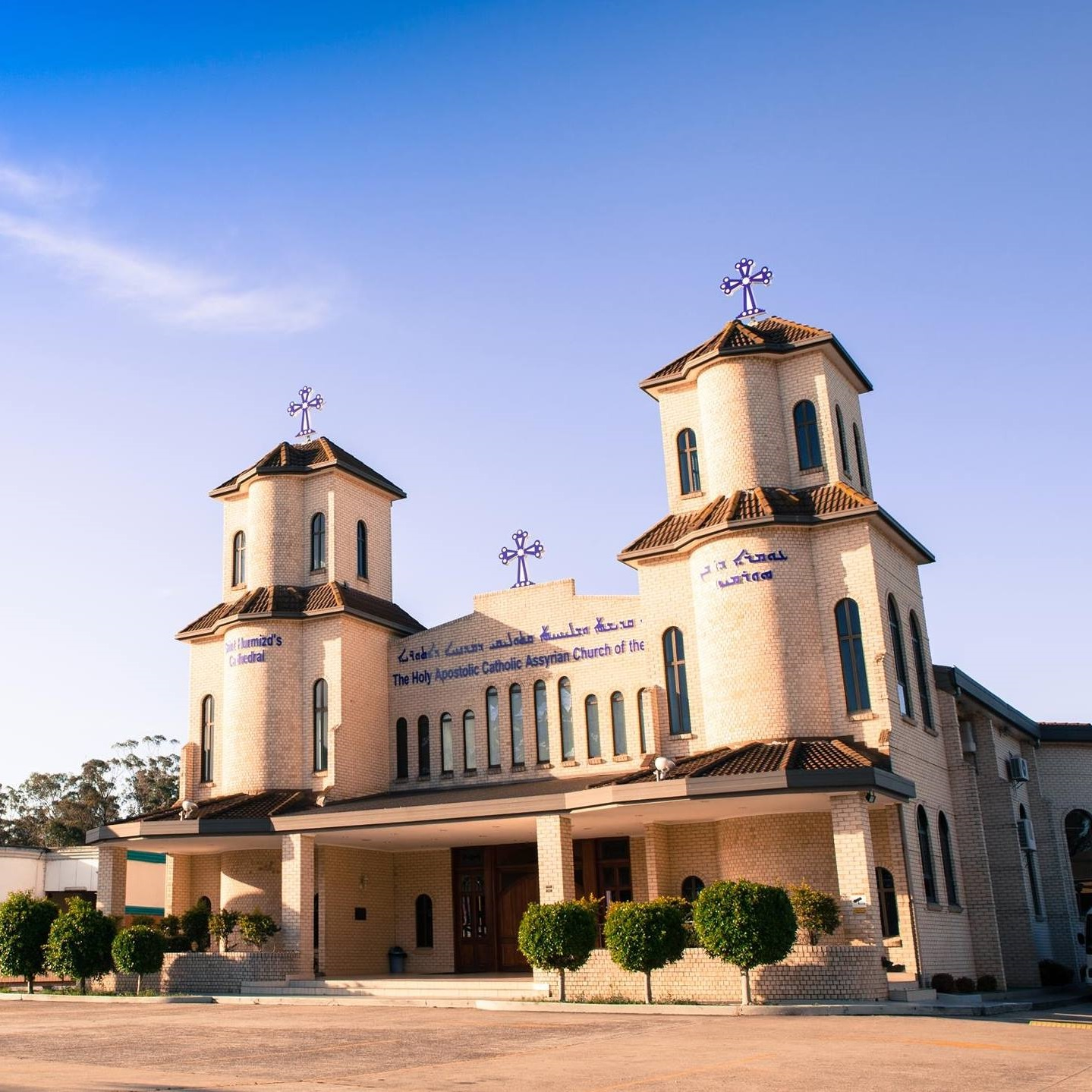
Catedral de San Hurmizd, en Sídney.

- Arquidiócesis de Australia, Nueva Zelanda y Líbano: fue establecida en octubre de 1984. En Australia se encuentra la catedral de San Hurmizd en Greenfield Park, un suburbio de Sídney en Nueva Gales del Sur. En el área metropolitana de Sídney se encuentran otras dos parroquias y una misión. Nueva Zelanda fue colocada provisionalmente bajo la jurisdicción del obispo de Victoria.[5] En Líbano hay 3 parroquias en el área metropolitana de Beirut en Achrafieh, Sed El Bauchrieh y Hadath y una parroquia en Ksara en Zahlé.
- Diócesis de Victoria y Nueva Zelanda: fue restablecida en 2017. La catedral de St Abdisho se encuentra en Melbourne (en Victoria, Australia). En Nueva Zelanda hay parroquias en Auckland y en Wellington.
- Diócesis del Occidente de Estados Unidos: fue la arquidiócesis patriarcal desde 1994 hasta 2012. El territorio incluye la gran comunidad de Illinois (con la catedral de Mar Gewargis y otras 2 parroquias en Chicago y las parroquias de Glenview y Roselle en sus suburbios), junto con las parroquias de Warren (un suburbio de Detroit en Míchigan), Yonkers (un suburbio de Nueva York) y New Britain (un suburbio de Hartford en Connecticut).[6]
- Diócesis de California: incluye el oeste de Estados Unidos y el norte de California. La catedral de Mar Zaia se encuentra en Modesto y el resto de las parroquias en Turlock, Ceres (ambas en las inmediaciones de Modesto), San Francisco, San José y la misión de Sacramento, todas en California.[7]
- Diócesis del Oriente de Estados Unidos: incluye la catedral de Mar Patros en Glendale y la parroquia de Gilbert, ambas en los suburbios de Phoenix en Arizona. En el sur de California comprende las parroquias de Tarzana y Anaheim y la misión de Newhall en el área de Los Ángeles y Spring Valley en San Diego. También existen una parroquia en Las Vegas (en Nevada) y la misión de Carrollton en la zona de Dallas-Fort Worth metroplex en Texas. Tiene además jurisdicción en los estados de Oklahoma, Nuevo México, Utah, Colorado, Kansas, Nebraska, Dakota del Sur, Dakota del Norte, Wyoming, Montana, Idaho, Oregón y Washington.[8]
- Diócesis de Canadá: en la provincia de Ontario en Canadá se encuentra la catedral de St Mary en Toronto y las parroquias de Mississauga, London y Hamilton y la misión de Windsor.[9]
- Diócesis de Europa Occidental: la catedral de St Mary's se encuentra en Londres, Reino Unido. En los Países Bajos existe la parroquia de Zeist y la misión de Oldenzaal; en Grecia la parroquia de Atenas y la misión de Salónica; en Austria la parroquia de Viena y la misión de Linz; las parroquias de Bruselas (en Bélgica) y Marsella (en Francia), y las misiones de Luxemburgo y de Zúrich (en Suiza). Otros países de Europa occidental también están comprendidos en la diócesis.[10]
- Diócesis de Escandinavia y Alemania: la catedral de Mar Thomas se encuentra en Norsborg, un suburbio de Estocolmo en Suecia. Incluye también Dinamarca, Alemania, Finlandia y Noruega.
- Diócesis de Siria: la mayoría de la comunidad reside en Hasaka, Qamishli y las 35 aldeas a lo largo del río Khabur. También hay pequeñas comunidades en Damasco y en Alepo.

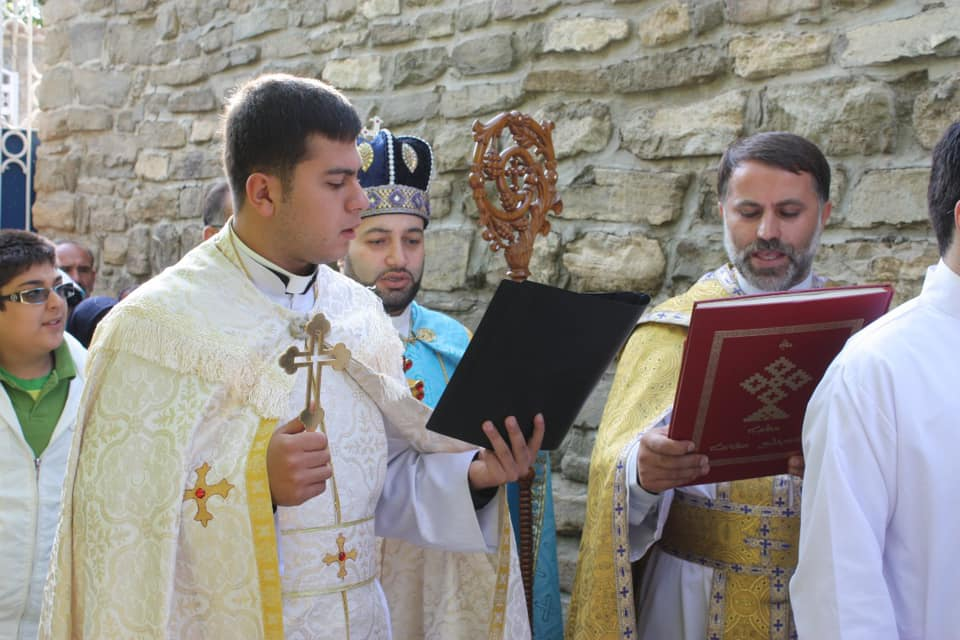
Clérigos asirios durante una procesión en Urmía, Irán.

- Diócesis de Irán: el territorio incluye Teherán (en donde está la catedral de San Jorge) y las llanuras de Urmía y Salmas.
- Diócesis de Nohadra y la Federación Rusa: fue establecida en 1999 con jurisdicción que incluye a las comunidades de Dohuk en Irak, junto con Rusia y estados exsoviéticos como Armenia. La catedral de Mart Maryam se encuentra en Moscú.
- Diócesis de Bagdad, Ucrania y Georgia
- Diócesis de Kirkuk y Diana

## Lista de obispos de Seleucia-Ctesifonte y patriarcas-catolicós de la Iglesia asiria del Oriente

### Obispos de Seleucia-Ctesifonte
- Tomás Shilja o el apóstol (c. 33-c. 77)
- Tulmay (c. 33)
- Addai I (c. 33-c. 66)
- Agai (c. 66-c. 87)
- Mari (c. 87-c. 120)
- Abris (c. 121-c. 137)
- Vacante (c. 137-c. 159)
- Abraham I (c. 159-c. 171)
- Jacob I (c. 172-c. 190)
- Ahha (c. 190-c. 220)
- Shahioupa (c. 220-c. 240)
- Vacante (c. 240-c. 317)
- Bar Gaggai (c. 317-c. 329)
- Simón Bar Sabba'e (c. 329-c. 341)
- Shalidoste (c. 341-c. 345)
- Barbashemin (c. 345-c. 350)
- Vacante (c. 350-c. 363)
- Tomarsa (c. 363-c. 371)
- Qayoma (c. 371-399)
- Isaac (399-c.410)

### Patriarcas-catolicós de la Iglesia del Oriente
- Ahha (c.410-415)
- Yaballah I (415-420)
- Mina (420)
- Frabokht (420-421)
- Dadisho I (421-456)
- Babowai (457-484)
- Aqaq-Acace (484-496)
- Babai I (497-503)
- Shila (503-c.520)
- Narsai Elisha (c.520-c.535)
- Pablo I (c.535-c.540)
- Aba I (c.540-552)
- José I (552-566)
- Ezequiel (566-581)
- Isoyab I (581-596)
- Sabrisho I (596-604)
- Gregorio I (604-607)
- Vacante (607-628)
- Babai el Grande (609-628, c.)
- Aba (609-628, c.)
- Isoyab II (628-644)
- Emme (644-647)
- Vacante (647-649)
- Isoyab III (649-660)
- Guiwarguis I (661-680)
- Juan I Bar Marta (680-682)
- Vacante (682-685)
- Hnan-Isho I (685-700)
- Vacante (700-714)
- Sliwa Zkha (714-728)
- Vacante (728-731)
- Pethion (731-740)
- Aba (741-751)
- Sorine (752)
- Vacante (752-754)
- Jacob II (754-773)
- Hnan-Isho II (774-780)
- Timoteo I (780-c.825)
- Guiwarguis II (828-832)
- Sabrisho II (832-836)
- Abraham II (837-850)
- Vacante (850-853)

Sede en Bagdad
- Teodosio I (853-858)
- Vacante (853-860)
- Sarguis I (860-872)
- Vacante (872-877)
- Israel (877)
- Anoshel (877-884)
- Juan II Bar Narsai (884-892)
- Juan III (893-899)
- Juan IV Bar Abgare (900-905)
- Abraham III (905-937)
- Manuel I (937-960)
- Israel Karjaya (961-962)
- Abdisho I (963-986)
- Bar Tobías (987-1000)
- Juan V (1000-1012)
- Juan VI Bar Nazuk (1012-1020)
- Isoyab IV Bar Ezequiel (1020-1025)
- Vacante (1025-1028)
- Elías I (1028-1049)
- Juan VII Bar Targala (1049-1057)
- Sabrisho III (1057-1071)
- Abdisho II bar Ars Autraya (1071-1091)
- Makkija I Bar Shlemon (1092-1110)
- Elías II Bar Maqli (1110-1132)
- Barsauma I (1133-1136)
- Vacante (1136-1139)
- Abdisho III Bar Moqli (1139-1148)
- Isoyab V (1148-1176)
- Elías III (1176-1190)
- Yaballah II Bar Qaiyuma (1190-1222)
- Sabrisho IV Bar Qaioma (1222-1226)
- Sabrisho V Bar Almassihi (1226-1256)
- Makkija II (1257-1265)
- Denha I (1265-1282)

Sede en Tabriz
- Yaballah III Bar Turkaye (1283-1317)
- Timoteo II (1318-1332)
- Denha II (1332-1364)

Sede en Mosul
- Simón II (1365-1392)
- Vacante (1392-1403)
- Simón III (1403-1407)
- Vacante (1407-1437)
- Elías IV (1437)
- Simón IV (1437-1497)
- Simón V (1497-1501)
- Vacante (1501-1503)
- Simón VI (1503-1538)

Sede en Alqosh
- Simón VII (1538-1551)

### Primer cisma de los caldeos
- Simón VIII Sulaqa (1552-1558)
- Simón IX (1558)
- Elías VI (1558-1576)
- Elías VII (1576-1591)
- Elías VIII (1591-1617, católico en 1610)
- Elías IX (1617-1660)
- Elías X Juan Marogin (1660-1700)
- Elías XI Marogin (1700-1722)
- Elías XII Denha (1722-1778)
- Elías XIII Isho-Yab (1778-1804)

### Segundo cisma de los caldeos
- Simón XIII Dinkha (1681-1700)

Sede en Mosul
- Simón XIV Shlemon (1700-1740)
- Simón XV Maqdassi Miguel (1740-1780)
- Simón XVI Juan (1780-1820)
- Simón XVII Abraham (1820-1860)
- Simón XVIII Rouel (1860-1903)
- Benjamín Simón XIX (1903-1918)
- Simón XX Pablo (1918-1920)
- Simón XXI José Jnanishu (1918-1920, coadjutor)
- Simón XXII Abimalec Timoteo (1920, coadjutor)

Sede en Chicago
- Simón XXIII Eshai (1920-1975, asesinado)
- Dinkha IV Khanania (1976-2015)

Sede en Ankawa
- Gewargis III o Georgius III (2015-2021)
- Awa III Royel (2021-)